# Toothache
Toothache è un cortometraggio muto del 1913. Il nome del regista non viene riportato.
Il film è interpretato da John E. Brennan e da Marshall Neilan che, per la Kalem, girarono insieme numerosi film.

## Produzione
Il film fu prodotto dalla Kalem Company.

## Distribuzione
Distribuito dalla General Film Company, il film - uno split reel - uscì nelle sale cinematografiche USA il 9 maggio 1913 presentato in coppia con un altro cortometraggio con cui formava un programma unico.